# Afrodita Urania

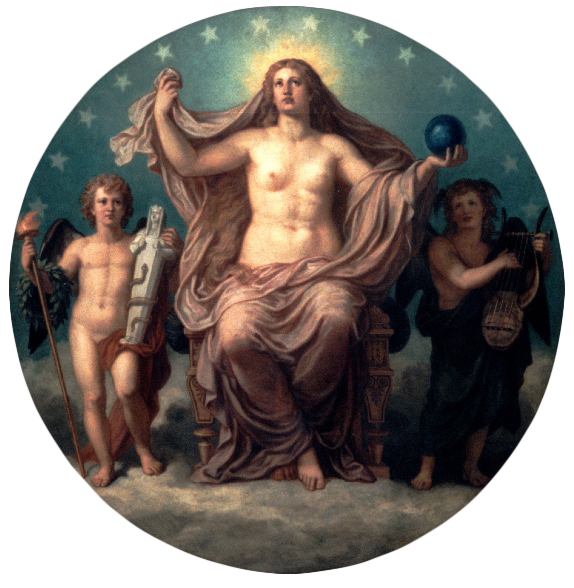
Afrodita Urania, de Christian Griepenkerl, 1878.

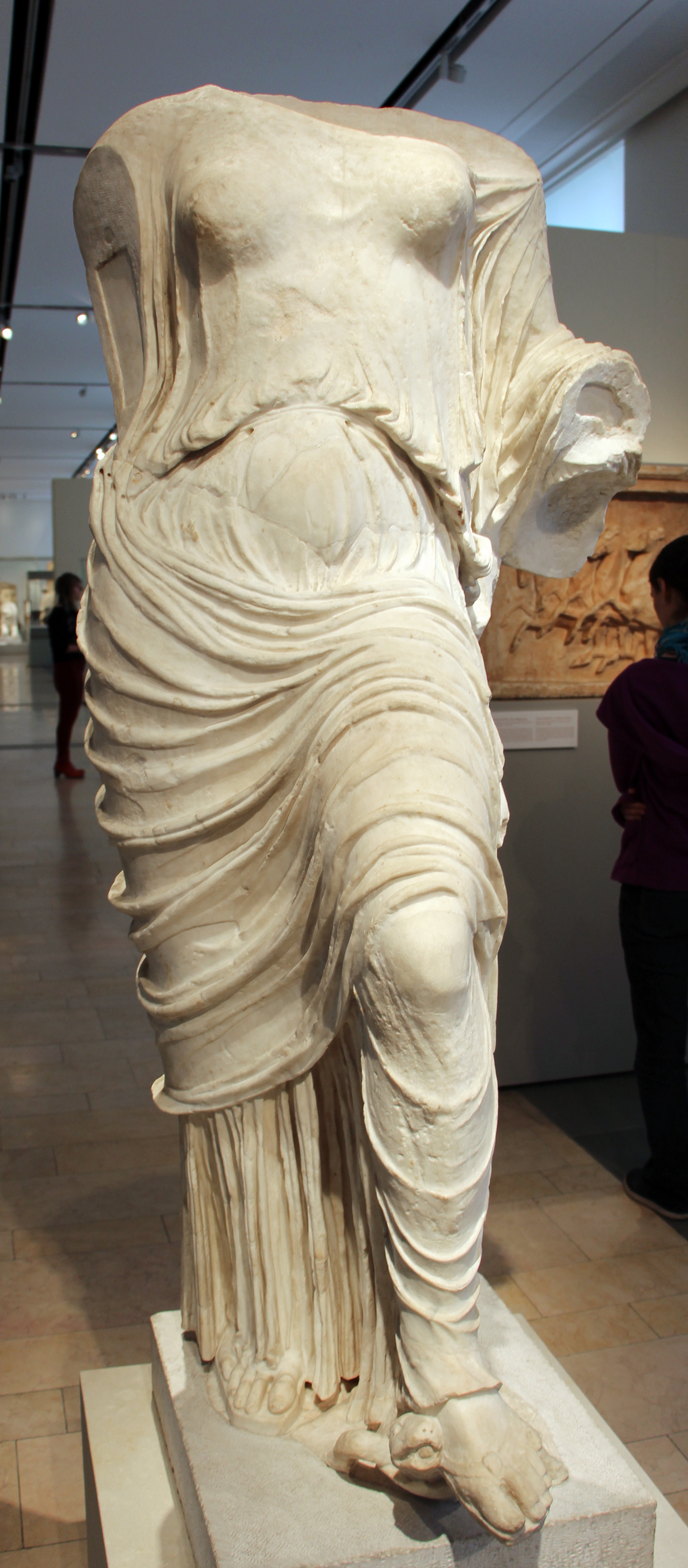
Afrodita sobre una tortuga, 430-420 a. C., Atenas.

Afrodita Urania (en griego antiguo: Οὐρανία -"celestial"-) es un epíteto de la diosa griega Afrodita. Se utilizaba para manifestar su dimensión espiritual y el amor, en oposición a la Afrodita Pandemos, que manifestaba su dimensión terrenal y el placer sexual.
Platón y Jenofonte refieren que era hija del dios Urano, concebida sin madre. Hesíodo precisa más, indicando que al cortar Cronos los genitales de su padre, Urano, éstos cayeron al mar. De esa fecundación nació la diosa.
Para hacer las libaciones a Afrodita Urania no debía usarse vino.
La iconografía de Afrodita Urania incluía representarla con un cisne, una tortuga o un orbe.
Según Heródoto, los árabes llamaban a este aspecto de la diosa Alitta or Alilat (Ἀλίττα o Ἀλιλάτ). El título oriental más distintivo de la griega Afrodita es Urania, que en los semitas tiene equivalente con la expresión "Reina de los Cielos". Se ha propuesto una relación con el carácter lunar de la diosa, aunque más probablemente signifique "aquella cuya sede está en el cielo" o "que se sienta en el cielo", ejerciendo su influencia sobre el mundo entero (tierra, mar y aire). Su culto fue establecido en primer lugar en Citera, probablemente en conexión con el comercio fenicio de púrpura, y en Atenas se asocia con el legendario Porfirión, el "rey púrpura". En Tebas Harmonía (que se identifica con la propia Afrodita) dedicó tres estatuas: una a Afrodita Urania, otra a Afrodita Pandemos y otra a Apostrophia. 
Pandemos fue originalmente una extensión de la idea de la diosa de la familia y la vida ciudadana para incluir al pueblo entero, la comunidad política. La denominación supuestamente se remontaba a los tiempos de Teseo, a quien se atribuía la reorganización del Ática en demes. Pandemos tenía la misma consideración que Urania; se la llamaba σεμνή (semní -“santa”-), y era servida por sacerdotisas a las que se exigía estricta castidad. Con el tiempo, sin embargo, el significado del término sufrió un cambio, probablemente causado por filósofos y moralistas, para los cuales debía trazarse una radical distinción entre ambas. Según Platón, había dos Afroditas "la mayor, sin madre, a la que se llama Afrodita celestial - ella es la hija de Urano; la menor, que es hija de Zeus y Dione - a la que llamamos común". La misma distinción hace Jenofonte en el Symposium, aunque duda si hay dos diosas o si son dos nombres para la misma diosa, como ocurre con Zeus, que aunque es uno y siempre el mismo, tiene muchos títulos; pero en cualquier caso, el ritual de Urania es más puro y más serio que el de Pandemos. La misma idea expresa Ateneo cuando dice que desde los tiempos de Solón, las hetairas se pusieron bajo la protección de Afrodita Pandemos. Pero no hay duda de que el culto a Afrodita era en su conjunto tan puro como el de cualquier otra divinidad, y aunque pudo haber distinciones posteriores entre las diosas del matrimonio legítimo y del amor libre, esas no fueron las distinciones que suponían las figuras de Urania y Pandemos en la Grecia Antigua.